# Харлов, Василий Николаевич
Василий Николаевич Харлов (1887 год, д. Вышгородок, Островский уезд, Псковская губерния, Российская империя — неизвестно) — советский государственный деятель. Нарком земледелия Казахской ССР.

## Биография
Василий Харлов родился 11 июня 1887 года в деревне Вышгородок Островского уезда Псковской губернии, в семье земского учителя. По национальности русский. Отец Николай Васильевич Харлов - учитель Вышгородецкой земской народной школы. Мать - Надежда Петровна. В 12 лет Василий лишился отца и средств к существованию. Но благодаря заслугам папы, 20 лет службы, юношу определили в Быстрецовскую сельскохозяйственную школу на стипендию Островского земства. Там он получил профессию агронома.

### Революционная деятельность
В юные годы Харлов В.Н. приобщился к революционной деятельности благодаря педагогам школы Исаеву, Крутиголову, Микластевскому, Боробошкину и другим.
В 1905 году Василий приехал на работу в Вышгородецкую волость, практиковался по ведению сельского хозяйства в имениях Трофимова, Игнатьева, Морачевского, работал помощником кузнеца. В 1905 году вступил в РСДРП, примкнув к большевистскому крылу.
Василий Харлов с самого начала революции активно участвовал в аграрных движениях, направленных на вовлечение крестьян в революционную борьбу. Он организовывал революционные кружки, где вместе со студентом Томского политехнического института А.Н. Гиршвельдом читал и распространял запрещённую литературу, а также устраивал маёвки. Одно из таких собраний, описанное в книге В. Васильева, состоялось в мае 1906 года возле деревни Земляничная Горка. Однако акция была прервана полицией: пристав Кемберг с двадцатью стражниками арестовал организаторов.
В 1907 году наступила реакция, Василию пришлось прекратить революционную деятельность и уехать в Гатчину, где он работал на железной дороге.
В 1909 году Харлов В.Н. вернулся в Псковскую губернию, поступил в отделение Псковского крестьянского банка и был командирован на лесные работы в имение Боловск Витебской губернии.
Через некоторое время Харлов В.Н. вернулся в Псков, стал работать в Губернском земстве по Островскому уезду, был участковым агрономом в Выборе и Вышгородке.
В годы первой мировой войны Харлов не попал на фронт по состоянию здоровья, но был мобилизован. В 1916 году он был направлен в Пермь в 23-й запасной пехотный полк, в нестроевую роту. В феврале 1917 годы был переведён в автомобильную роту в Петергофе. 27-28 февраля Харлов принял непосредственное участие в февральской революции. В начале марта 1917 года В.Н.Харлов вступил в РКП(б), а в апреле секретарём Бюро ЦК РСДРП(б) Стасовой был представлен В.И.Ульянову (Ленину), который и порекомендовал ему вернуться в родной уезд.
После февральской революции 1917 года хуторным агрономом, агрономическим старостой, садоводом и животноводом Островского уездного земства.
В июле 1917 года был избран делегатом Петроградского Совета, с октября 1917 стал председателем Островского Уездного земельного комитета.

### Гражданская война
В январе- феврале 1918 года, вплоть до оккупации немцами части территории Псковской области, Харлов В.Н. работал председателем Псковского губернского земельного комитета.
В 1918-1920 годах по указанию В.И.Ленина был членом коллегии Наркомата земледелия РСФСР. Работал уполномоченным Совнаркома по реализации урожая в Саратовской губернии, затем по заготовке семян на Украине, был председателем Чрезвычайной комиссии по заготовке грубого фуража в Петрограде.

### Работа в Казахстане
В сентябре 1920 года был назначен заведующим Уральским губернским земельным отделом.
С октября 1920 года по август 1921 года занимал должность Народного комиссара земледелия Казахской АССР в г.Оренбурге. В этот период участвовал в работе 1-го Казахского краевого совещания РКП(б), активно занимался вопросами аграрной реформы и организации крестьянских хозяйств.
Член КазЦИК 1-го созыва (1920-21)
Делегат 1 Казахского краевого совещания РКП(б) (1920).

### Последующая деятельность
После 1921 года Василий Харлов был отозван в распоряжение ЦК РКП(б) вследствие обвинений в нарушении партийной дисциплины. 7 декабря 1921 года Казахская областная контрольная комиссия рассмотрела дело, в котором Харлова обвиняли в "нетрезвом поведении, допущенных по службе упущениях и незаконном использовании денежных и материальных средств". По итогам заседания комиссия постановила: "В целях оздоровления партии и искоренения подобных поступков, дискредитирующих РКП, тов. Харлова навсегда исключить из членов РКП, а дело передать в соответствующие органы для дальнейшего разбирательства".
В октябре 1921 года он возвращается на родину в Псков и возглавляет Псковский губернский союз сельскохозяйственной кооперации (Губсельсоюз).
После 1923 года В.Н.Харлов работал на советской и партийной работе в Саратовской губернии, Краснодарском крае, Дновском и Валдайском районах Ленинградской области.
С середины 1920-х годов работал на различных должностях в текстильной промышленности, в том числе во Всероссийском текстильном синдикате.
В 1937-1938 годах был директором Скугровского льнозавода (Московская область);
В 1938-1939 годах являлся культработником совхоза «Гари» Краснодарского края;
25 июля 1939 г. последняя запись в карточке - прибыл в Валдайский РК Ленинградской области по месту лечения.

### Публикации
Харлов В. О средняке. Издательство Наркомзема, 1919
Харлов В. Лен наше богатство: Экономический очерк и меры улучшения льноводства Псковской губернии. Остров:Типография УКОМХОЗА, 1923